# Lieu-Saint-Amand
Lieu-Saint-Amand är en kommun i departementet Nord i regionen Hauts-de-France i norra Frankrike. Kommunen ligger i kantonen Bouchain som tillhör arrondissementet Valenciennes. År 2022 hade Lieu-Saint-Amand 1 464 invånare.

## Befolkningsutveckling
Antalet invånare i kommunen Lieu-Saint-Amand
| Referens: INSEE |